# لیو بیائو
لیو بیائو (۱۴۲-۲۰۸)(چینی: 劉表; پین‌یین: Liú Biǎo) یکی از اشراف دودمان هان در دوران پایانی حکومت این سلسله بر کشور چین بود. از او به عنوان یکی از باخردترین اعضای خاندان هان یاد می‌شود که هم‌نشین دانشمندان و فیلسوفان بود و به کسب دانش و خرد اهتمام می‌ورزید. با وجود فرماندهان توانایی که در خدمت او بودند، هرگز نتوانست موقعیت برتری نسبت به سایر مدعیان پیدا کند و مانند سایر اعضای خاندان هان، موفق نشد مانع فروپاشی این سلسلهٔ چهارصد ساله شود.

## حکومت بر ناحیهٔ «جینگ»
پس از سرکوب شورش دستار زردها، لیو بیائو حکومت ناحیهٔ «جینگ» را در دست گرفت. ناحیهٔ جینگ، از آن جهت که در میان دو رود زرد و یانگ‌تسه قرار داشت، حاصلخیزترین سرزمین در نواحی مرکزی چین بود و در صنعت کشتی‌رانی جایگاه قابل توجهی داشت. این ناحیه هم چنین به عنوان حدفاصل سرزمین‌های شمالی و جنوبی، اهمیتی سوق‌الجیشی پیدا کرده بود. پس از به قدرت رسیدن دونگ ژو، با وجود اختلافاتی که میان لیو بیائو و صدراعظم جدید بود، او سیاستِ مدارا در پیش گرفت و در ائتلافی که یوآن شائو و سائو سائو علیه دونگ ژو ترتیب دادند، بی‌طرف ماند.
پس از شکست سخت دونگ ژو در برابر سپاهیان ائتلاف، او پایتخت را از لویانگ به چانگان انتقال داد و لویانگ را به آتش کشید. زمانی که لویانگ در آتش سوخته، به تصرف سپاهیان ائتلاف درآمد، سون جیان، حاکم ناحیهٔ «چانگشا»، مهر امپراتوری را در چاهی پیدا کرد. او که پیدا کردن مهر را دلیلی بر سعادت خود و خاندانش می‌دانست، این مسئله را از سایر سران ائتلاف مخفی نمود. اما زمانی که این خبر به گوش یوآن شائو، رهبر ائتلاف، رسید، وی به سون جیان دستور داد مهر را تحویل او دهد. اما سون جیان همراه مهر از مقرّ ائتلاف گریخت تا به چانگشا بازگردد. چانگشا در جنوب رود یانگ تسه قرار داشت، و سون جیان ناگزیر بود از جینگ عبور کند. یوآن شائو برای آنکه مانع سون جیان شود، به لیو بیائو نامه ای نوشت و از او خواست سون جیان را هنگام عبور از جینگ، دستگیر کرده و تحویل او دهد. لیو بیائو یکی از سردارانش به نام «سای مائو» را برادر زنش هم بود، به تعقیب سون جیان فرستاد. اما سای مائو شکست خورد و سون جیان توانست به چانگشا بازگردد.
پس از شکست سای مائو، «یوآن شو» برادر یوآن شائو که با برادرش اختلاف پیدا کرده بود، به سون جیان نامه‌ای نوشت و از او در برابر یوآن شائو و لیو بیائو اعلام حمایت کرد. پس از این، سون جیان که خود را توانمندتر از پیش می‌دید، به جینگ حمله کرد و با شکست دادن سپاهیان لیو بیائو، مقرّ او را به محاصرهٔ خود درآورد. درحالی که به نظر می‌رسید دوران لیو بیائو به پایان خواهد رسید، یکی از مشاوران او به نام «کوآی لیانگ» تدبیری اندیشید و با جداکردن سون جیان از سپاهیانش، وی را به کام مرگ کشاند. این گونه لیو بیائو توانست نبرد باخته را پیروز شود و سون سه، پسر و جانشین سون جیان، هم ناچار شد سرزمین‌های اشغالی را پس داده و با لیو بیائو صلح کند.

## دوران صدارت سائو سائو
پس از درگیری‌هایی که میان لی جو و یانگ فنگ در دوران پس از سقوط دونگ ژو رخ داد، سائو سائو توانست مقام نخست‌وزیری امپراتوری را از آن خود کند. این آغازی بود بر تیره شدن روابط میان سائو سائو و متحد دیرینش، یوآن شائو، که خود را از سائو سائو نسبت به نخست‌وزیری شایسته‌تر می‌دانست. در همین دوران، یوآن شو که خود را امپراتور سلسلهٔ جدید ژونگ اعلام کرد، کشورگشایی را آغاز کرد. او همچنین سون که را تحت امر خود داشت و توانسته بود به جایگاهی برتر هم در شمال و هم در جنوب دست پیدا کند. لیو بیائو با وجود موقعیت ضعیف تری که نسبت به یوآن شو و سون که داشت، توانست جینگ را حفظ کند و یوآن شو هرگز نتوانست در نواحی مرکزی پیش روی کند.
پس از آنکه سائو سائو، یوآن شو را سرکوب کرد، در حالی که به نظر می‌رسید آتش جنگ‌های چند ده ساله فروکش کرده‌است، شعلهٔ نبرد جدیدی افروخته شد. یوآن شائو علیه سائو سائو اعلان جنگ کرد و با سپاهی چندین برابر سپاه سائو سائو، راهی پایتخت شد. هر دو طرف برای کسب پیروزی لازم می‌دیدند لیو بیائو را با خود متحد ساخته و از امتیازات ناحیهٔ جینگ، علیه دیگری استفاده کنند. از این رو برای لیو بیائو پیک‌هایی فرستاده و او را به اتحاد با خود ترغیب کردند. سائو سائو به پیشنهاد یکی از مشاوران دانایش به نام «کونگ رونگ»، دانشمندی به نام «می هنگ» را برای مذاکره با لیو بیائو فرستاد، زیرا کونگ رونگ به نخست‌وزیر گفته بود که لیو بیائو حتماً دعوت خردمندان را خواهد پذیرفت. اما می هنگ که اساساً سائو سائو را شایستهٔ نخست‌وزیری نمی‌دانست، نتوانست لیو بیائو را به اتحاد با نخست‌وزیر راضی کند. می هنگ به هنگام اقامت در جینگ، رفتار بدی با «هوآنگ ژونگ» یکی از فرماندهان شجاع لیو بیائو داشت و در آخر به دست او کشته شد. مرگ این دانشمند برای لیو بیائو بسیار دردناک بود و او دستور داد می هنگ را در مقبره ای با احترام به خاک سپرده و در مرثیه اش، اشعاری بسرایند.
با آغاز جنگ، لیو بیائو با آنکه از یوآن شائو اعلام حمایت کرده بود، از برخورد مستقیم نظامی با سائو سائو خودداری کرد. همین باعث شد پس از شکست مفتضحانهٔ یوآن شائو، سائو سائو به لیو بیائو کاری نداشته باشد. در همین زمان، لیو بی که پس از سرکوب یوآن شو، به نخست‌وزیر پشت کرده و به یوآن شائو ملحق شده بود، به جینگ گریخت و به لیو بیائو پناهنده شد. این آغازی بود بر اختلافات داخلی حاکمیت جینگ. لیو بیائو که سخت بیمار بود و روزهای پایانی عمرش را سپری می‌کرد، از لیو بی خواست پس از مرگش، از پسر بزرگش "لیو سونگ" حمایت کند تا وی بر تخت حکومت جینگ بنشیند. در مقابل ایشان، سای مائو قصد داشت خواهر زاده‌اش "لیو کی (فرزند لیو بیائو از همسر دومش، بانو سای)" را به قدرت برساند، به همین دلیل در اوج بیماری لیو بیائو، ترتیب توطئه ای را داد تا لیو بی و لیو سونگ را به قتل برساند.
لیو بی به همراه لیو سونگ از بیم جان خود جینگ را ترک کردند. کمی بعد لیو بیائو درگذشت. مرگ او فرصتی بود برای سائو سائو تا جینگ را که یکی از مهم‌ترین نواحی کشور بود به اشغال خود درآورد. سائو سائو، لیو کی را به پایتخت فرستاد تا به قول معروف در همان قفس زرینی که برای امپراتور ساخته بود، او را نیز زندانی کند. خاندان سای نیز به خدمت سائو سائو درآمدند و سای مائو فرماندهٔ نیروی دریایی نخست‌وزیر شد. پس از آنکه در جریان نبرد صخرهٔ سرخ، سای مائو در نتیجهٔ بدبینی‌های نخست‌وزیر کشته شد و سائو سائو نبرد را بر رود یانگ تسه واگذار کرد، لیو بی با کمک ژوگه لیانگ و به کمک اعتباری که از لیو سونگ می‌گرفت، توانست جینگ را تصرف کند و به عنوان جانشین لیو بیائو، فرماندهان بزرگ وی از جمله هوآنگ ژونگ و وِی یان را به خدمت گرفت و توانست بنیان مملکت شوهان را آغاز نماید.

## در فرهنگ عمومی
لیو بیائو در بازی جنگ تمام‌عیار: سه پادشاهی از کریتیو اسمبلی به عنوان یکی از جنگ‌سالارانی است که برای بازی دردسترس بازیکن است.